# NAS
NAS (Network-attached storage) este un server de fișiere pentru stocarea datelor informatice conectat la o rețea de calculatoare, ce oferă furnizarea de date la un grup eterogen de clienți. NAS este specializat pentru partajarea de fișiere în rețea, prin soluții hardware și software. De multe ori este fabricat ca un computer – un calculator specializat construit cu acest scop. Sistemele NAS sunt aparate conectate la rețea care conțin una sau mai multe unități de stocare (HDD), de multe ori aranjate în containere de depozitare logice, redundante sau în RAID.

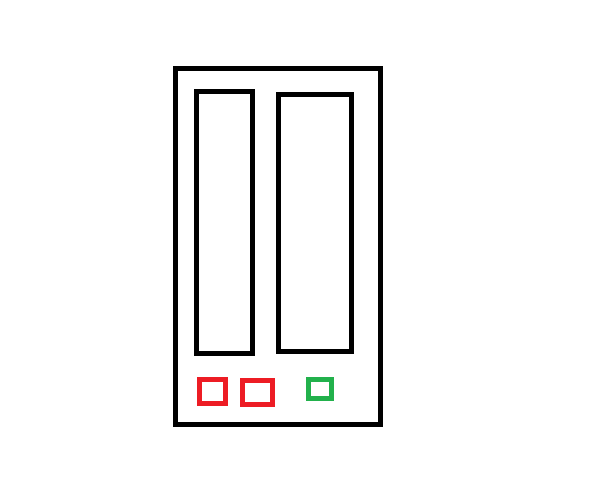
Network-attached storage (NAS)

Dispozitivele de stocare atașate la rețea elimină responsabilitatea de servire a fișierelor de către alte servere din rețea. Ele oferă, de obicei, acces la fișiere utilizând protocoale de partajare de fișiere de rețea cum ar fi NFS, SMB/CIFS, sau de AFP. De la mijlocul anilor 1990, dispozitivele NAS a început să câștige popularitate ca o metodă convenabilă de a partaja fișiere între mai multe computere. Beneficiile potențiale ale dispozitivelor dedicate de stocare atașate de rețea, în comparație cu serverele cu scop general, includ de asemenea, împărțirea fișierelor în rețea, acces rapid la date, o administrare mai ușoară și o configurare mai simplă.
Hard disk-urile cu "NAS" în numele lor sunt similare cu alte unități, dar pot fi diferite în funcție de firmware, toleranță la vibrații, sau putere de disipare pentru a le face mai potrivite pentru utilizarea în matricile  RAID, care sunt folosite uneori în implementări NAS. De exemplu, un NAS sprijină o comandă extensie pentru a permite dezactivarea recuperării extinse a erorilor. Într-un NAS non-RAID, poate fi important pentru o unitate de disc să meargă la lungimi mari pentru a citi cu succes o blocare problematică de stocare, chiar dacă este nevoie de mai multe secunde. Într-o matrice RAID configurată corespunzător, un singur bloc defect pe un singur disc poate fi recuperat complet prin redundanță codată pe RAID. Dacă o unitate petrece câteva secunde de încercări extinse de executare ar putea provoca controllerul RAID să semnaleze că HDD-ul este defect întrucât, dacă pur și simplu nu a răspuns prompt că blocul de date a avut o eroare la suma de control, controllerul RAID ar putea folosi date redundante de pe alte drive-uri pentru a corecta eroarea și apoi să continue fără nici o problemă. Astfel un hard disk "NAS" SATA poate fi folosit ca o stocare internă pentru PC, fără probleme sau ajustări necesare, pur și simplu sprijinindu-se pe opțiuni suplimentare și construindu-se la un standard calitativ mai ridicat (în special dacă este însoțită de un MTBF (Mean time between failures) mai mare și un preț mai mare) decât un HDD obișnuit.

## Descriere

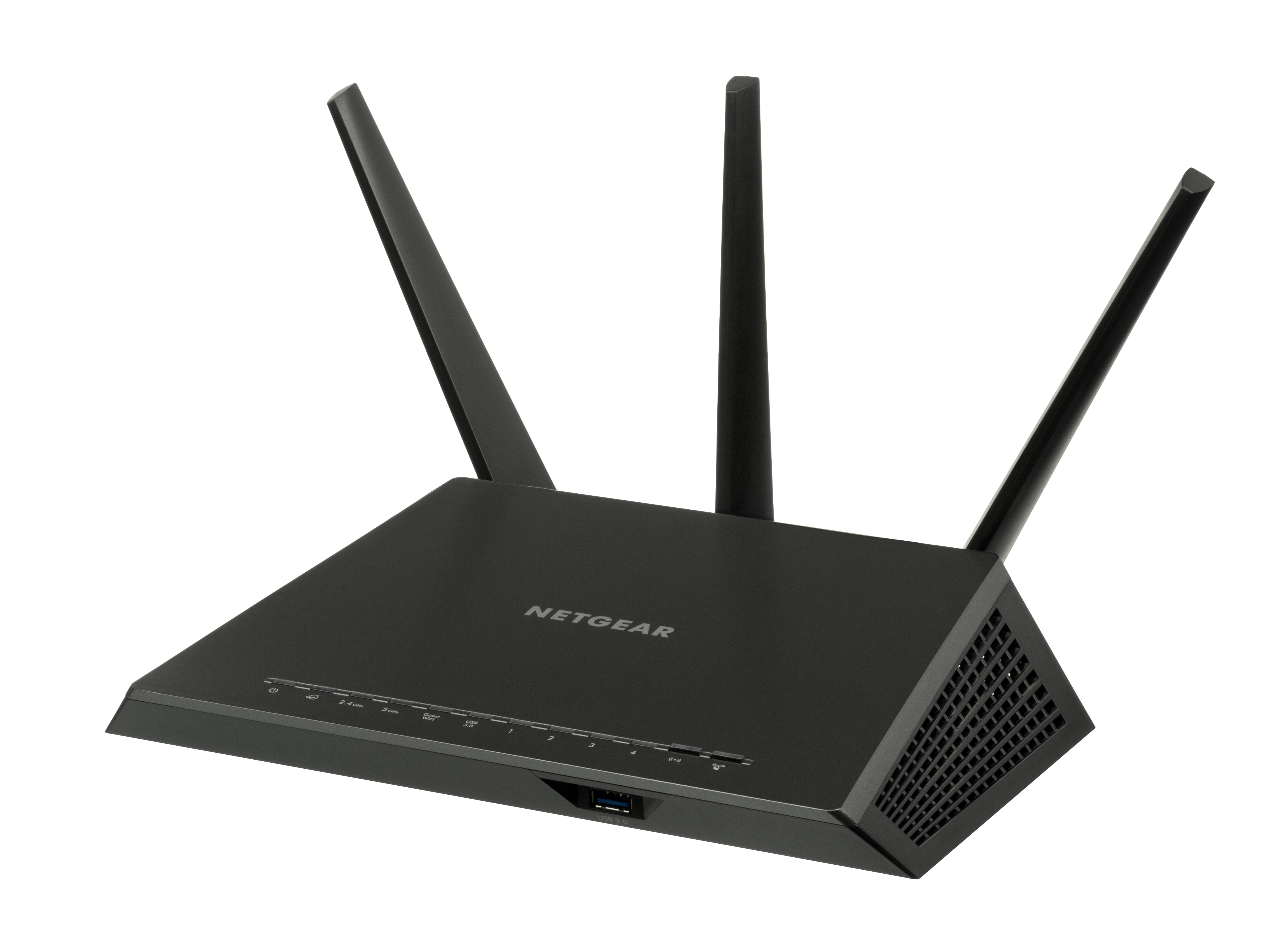
Cele mai multe routere moderne au porturi USB, care pot atașa hard disk-uri alimentate prin USB ca nivel de stocare de rețea și mass-media de streaming.

O unitate NAS este un calculator conectat la o rețea care oferă servicii doar pe bază de dosar de stocare de date pentru alte dispozitive din rețea. Deși poate fi tehnic posibil să ruleze alte programe de pe o unitate NAS, de obicei nefiind proiectată pentru a fi un server cu scop general. De exemplu, unitățile NAS de obicei nu au o tastatură sau ecran, și sunt controlate și configurate prin rețea, de multe ori folosind un browser.
Un sistem de operare complet nu este necesar pe un dispozitiv NAS, de obicei fiind utilizate sisteme de operare simplificate. De exemplu, FreeNAS sau NAS4Free, ambele soluții NAS open source sunt concepute pentru mărfuri calculatoare obișnuite, fiind de fapt o versiune simplificată a sistemului de operare FreeBSD.
Sistemele NAS pot conține unul sau mai multe hard disk-uri, de multe ori aranjate logic, redundant sau RAID.
NAS folosește un fișier pe bază de protocoale cum ar fi NFS (popular pe sistemele UNIX), SMB/CIFS (Server Message Block/Common Internet File System) (folosit pe sistemele Microsoft Windows), AFP (folosit pe calculatoarele Apple Macintosh), sau NCP (folosit cu OES și Novell NetWare). Unitățile NAS limitează rareori clienții din rețea la un singur protocol.

## Vs. DAS
Diferența esențială între direct-attached storage (DAS) și NAS este că DAS este pur și simplu o extensie la un server existent și nu este neapărat în rețea. NAS-ul este conceput ca o soluție facilă și individuală pentru partajarea de fișiere în rețea.
Ambele DAS NAS și poate crește disponibilitatea datelor prin utilizarea RAID sau clustering.
Atunci când ambele sunt servite în rețea, NAS poate avea o performanță mai bună decât DAS, deoarece dispozitiv NAS pot fi reglate cu precizie pentru servirea fișier care este mai puțin probabil să se întâmple pe un server responsabil pentru alte prelucrări de fisiere . Ambele NAS și DAS pot avea diverse cantitatea de memorie cache, care afectează foarte mult performanța. Atunci când se compară utilizarea de NAS cu utilizarea locală (non-rețea) DAS, performanța de NAS depinde în principal de viteza și congestie în rețea.
NAS-ul este, în general, nu la fel de personalizabil din punct de vedere hardware (CPU, memorie, componente de stocare) sau software (extensii, plugin-uri, protocoale adiționale) ca un server cu scop general  furnizate cu DAS.

## Vs. SAN

Diferențierea vizuală a SNC vs SAN utilizare în arhitectură de rețea

NAS oferă atât de depozitare si un sistem de fișiere. Acest lucru este adesea în contrast cu SAN (Storage Area Network), care prevede doar pe bază de bloc de stocare și frunze de sistem de fișiere privește pe "client". protocoalele SAN   includ Fibre Channel, iSCSI, ATA over Ethernet (AoE) și HyperSCSI.
O modalitate de a conceptualiza simplu diferența între un NAS și un SAN este că NAS apare la client OS (sistem de operare) ca un server de fișiere (clientul poate mapa network drive acțiunilor pe acel server) întrucât un disc disponibil printr-un SAN apare încă de la client OS ca un disc, vizibile în disc și volumul de utilitati de management (împreună cu discurile locale ale clientului ), și disponibile pentru a fi formatat cu un sistem de fișiere și montat.
În ciuda diferențelor lor, SAN și NAS nu se exclud reciproc, și pot fi combinate ca un SAN-NAS hibrid, oferind atât la nivel de fișier protocoale (SNC) și la nivel de bloc de protocoale (SAN) din același sistem. Un exemplu în acest sens este Openfiler, gratuit un produs software care rulează pe sisteme bazate pe Linux. Un disc partajat de fișiere de sistem poate fi, de asemenea, rula pe partea de sus a unui SAN pentru a oferi servicii de sistem de fișiere.

## Istoria
La începutul anilor 1980,"Newcastle Conexiune" de Brian Randell și colegii săi de la Universitatea Newcastle a demonstrat și dezvoltat accesarea fișierelor de la distanță printr-un set de mașini UNIX. Novellmodelului NetWare sistem de operare server și NCP protocol a fost lansat în 1983. În urma Newcastle Conection , Sun Microsystems' din 1984 NFS a  permis serverelor de rețea pentru a partaja spațiul lor de stocare cu rețeaua de clienți. 3Com și Microsoft  au dezvoltat LAN Manager software și protocol în continuare, pe această nouă piață. 3Com si  3Server și 3+Share software-ul a fost primul construit cu scopul de server (inclusiv de hardware proprietate , software și mai multe discuri) pentru  servere.
Inspirat de succesul de servere de fișiere de la Novell, IBM, și Sun, mai multe firme au dezvoltat servere de fișiere dedicate. În timp ce 3Com a fost printre primele firme care a construit un NAS dedicat pentru sisteme de operare desktop, Auspex Sisteme a fost unul dintre primii pentru a dezvolta un  server NFS dedicat  pentru utilizarea în UNIX piață. Un grup de  ingineri de la  Auspex s-a desprins la începutul anilor 1990 pentru a crea NetApp filer integrat , care a functionat pe protocoale Windows CIFS și UNIX NFS , și a avut  scalabilitatea superioara și ușurința de implementare. Acest lucru a început piața pentru dispozitive NAS proprietate  acum conduse de NetApp și EMC Celerra.
Pornind de la începutul anilor 2000, o serie de start-up apărut oferirea de soluții alternative la o singură filer soluții în formă de cluster NAS – Spinnaker Rețele (dobândite prin NetApp în februarie 2004), Exanet (achiziționată de la Dell în februarie 2010), Gluster (dobândite de RedHat în 2011), ONStor (dobândite prin LSI în 2009), IBRIX (achizitionata de HP), Isilon (dobândite de EMC – noiembrie 2010), PolyServe (achizitionata de HP în 2007), și Panasas, pentru a numi doar câteva.
În 2009,  furnizori  NAS (în special CTERA Rețele și NETGEAR) a început să introducă soluții integrate de online backup  în aparate  NAS , pentru recuperare on-line în caz de dezastru.

## Punerea în aplicare
Modul de producătorii de dispozitive NAS pot fi clasificate în trei tipuri:
1. Computer bazat pe NAS – cu Ajutorul unui calculator (nivel de Server sau un calculator personal), se instalează FTP/SMB/AFP... software-ul de server. Consumul de energie de acest tip NAS este cel mai mare, dar funcțiile sale sunt cele mai puternice. Un mare NAS producători, cum ar fi Synology, QNAP, Thecus și ASUStor face aceste tipuri de dispozitive. Max FTP viteza de transfer variază de calculator PROCESORULUI și cantitatea de memorie RAM.
2. Sistem integrat bazat pe NAS – Folosind un BRAȚ sau MIPS bazate pe arhitectura de procesor și un timp real sistem de operare (RTOS) sau un sistem de operare embedded pentru a rula un server NAS. Consumul de energie de acest tip NAS este corect, și funcții în NAS poate potrivi cele mai multe end-user cerințe. Marvell, Oxford, și Storlink face chipset-uri pentru acest tip de NAS. Max FTP de transfer variază de la 20 MB/s la 120 MB/s.
3. ASIC bazate pe NAS – Provizioane NAS prin utilizarea unui singur ASIC chip, folosind hardware pentru implementarea TCP/IP și sistemul de fișiere. Nu există nici un sistem de OPERARE în chip, ca toate performanțele legate de operațiuni sunt realizate de accelerare hardware a circuitelor. Consumul de energie de acest tip de NAS este scăzut, ca funcții sunt limitate la doar suport SMB sau FTP. LayerWalker este singurul chipset producător pentru acest tip de NAS. Max FTP de transfer este de 40 MB/s.

## Utilizări
NAS-ul este util pentru mai mult decât doar stocarea centralizată general oferită la  computerele client în mediile cu volume mari de date. NAS poate permite mai simplă și costuri mai mici, cum ar fi sisteme de echilibrare a sarcinii și fault-tolerant e-mail și sisteme servere web, prin  furnizarea de servicii de depozitare. Potențiala piață emergentă pentru NAS este piața de consum în cazul în care există o cantitate mare de date multi-media. Aceste aparate de consum sunt acum disponibile în mod obișnuit. Spre deosebire de omologii lor rackmounted, ele sunt, în general, in carcase mult mai mici. Prețul NAS a scăzut în ultimii ani, oferind dispozitive de rețea de stocare la casa de piață de consumatorului casnic  pentru puțin mai mult decât costul unui HDD comun cu conectare USB. Multe dintre aceste dispozitive de consum sunt construite în jurul ARM, PowerPC sau MIPS procesoare care rulează un  sistem de operare embedded Linux.
Dispozitivele NAS sunt utile celora preocupați de intimitate și care doresc să aibă o capacitate mare de stocare fără a plăti furnizori terți de cloud storage. În felul acesta, prin achiziția unui NAS și a unei capacități de stocare nu trebuie plătite abonamente lunare sau anuale, iar datele sunt alte dvs. 

## Exemple

### Implementari Open-source server
Open-source NAS orientate spre distribuții de Linux și FreeBSD sunt disponibile, inclusiv FreeNAS, NAS4Free, CryptoNAS, NASLite, Gluster, Openfiler, OpenMediaVault, EasyNAS, Rockstor și Debian-based la Cheie Server de Fișiere. Acestea sunt concepute pentru a fi ușor de configurat pe mărfuri PC hardware, și sunt de obicei configurate folosind un browser web.
Se poate rula de pe o mașină virtuală, Live CD, boot-abil unitate flash USB (Direct USB), sau de la unul dintre montat hard disk-uri. Ei rula Samba ( SMB daemon), NFS daemon, și FTP daemon care sunt disponibile în mod liber pentru aceste sisteme de operare.
NexentaStor, construit pe Platforma de Bază  Nexenta , este similar în care acesta este construit pe open source; cu toate acestea, NexentaStor necesită mai multă memorie decât orientate spre consumator open source NAS soluții și conține, de asemenea, cele mai multe dintre caracteristicile din clasa enterprise NAS soluții, cum ar fi instantanee, utilitati de management, pe niveluri de servicii, oglindire, și end-to-end checksumming datorează, în parte, la utilizarea de ZFS.

## Cluster NAS
Un cluster NAS este un NAS care utilizează un sistem de fișiere distribuit execută simultan pe mai multe servere. Diferența esențială dintre un cluster și tradiționale NAS este abilitatea de a distribui (de exemplu, benzi) datele și metadatele pe nodurile clusterului sau dispozitive de stocare. Cluster NAS, ca unul tradițional, încă oferă acces unificat la fișiere de la oricare dintre nodurile clusterului, nu au legătură cu localizarea efectivă a datelor.